# 542 Susanna
542 Susanna eller 1904 OQ är en asteroid i huvudbältet, som upptäcktes 15 augusti 1904 av de tyska astronomerna Paul Götz och August Kopff i Heidelberg. Den fick sitt namn efter en vän till en av upptäckarna.
Asteroiden har en diameter på ungefär 42 kilometer.